# アスキング・アレクサンドリア
アスキング・アレクサンドリア（Asking Alexandria）は、イングランド出身のロックバンドである。
英国産ポスト・ハードコア・グループの一つ。2010年代以降はハードロック色を加味したスタイルで、支持層を拡大した。

## 概要
2008年結成。2021年現在、デビューしたラインナップのままを維持している。ボーカルの ダニー・ワースノップだけは一度脱退したが、短期間で復帰した。
2021年6月、長年在籍していたスメリアン・レコードを離れ、ベター・ノイズ・ミュージックへ移籍。
2024年1月19日、ベン・ブルースが家族とより多くの時間を過ごすために脱退することをインスタグラムにて発表。

## メンバー

### 現ラインナップ
- ダニー・ワースノップ (Danny Worsnop) - ヴォーカル (2008–2015, 2016– )
- キャメロン・リドル (Cameron Liddell) - ギター (2008– )
- サム・ベットリー (Sam Bettley) - ベース (2009– )
- ジェームズ・キャセルズ (James Cassells) - ドラムス (2008– )

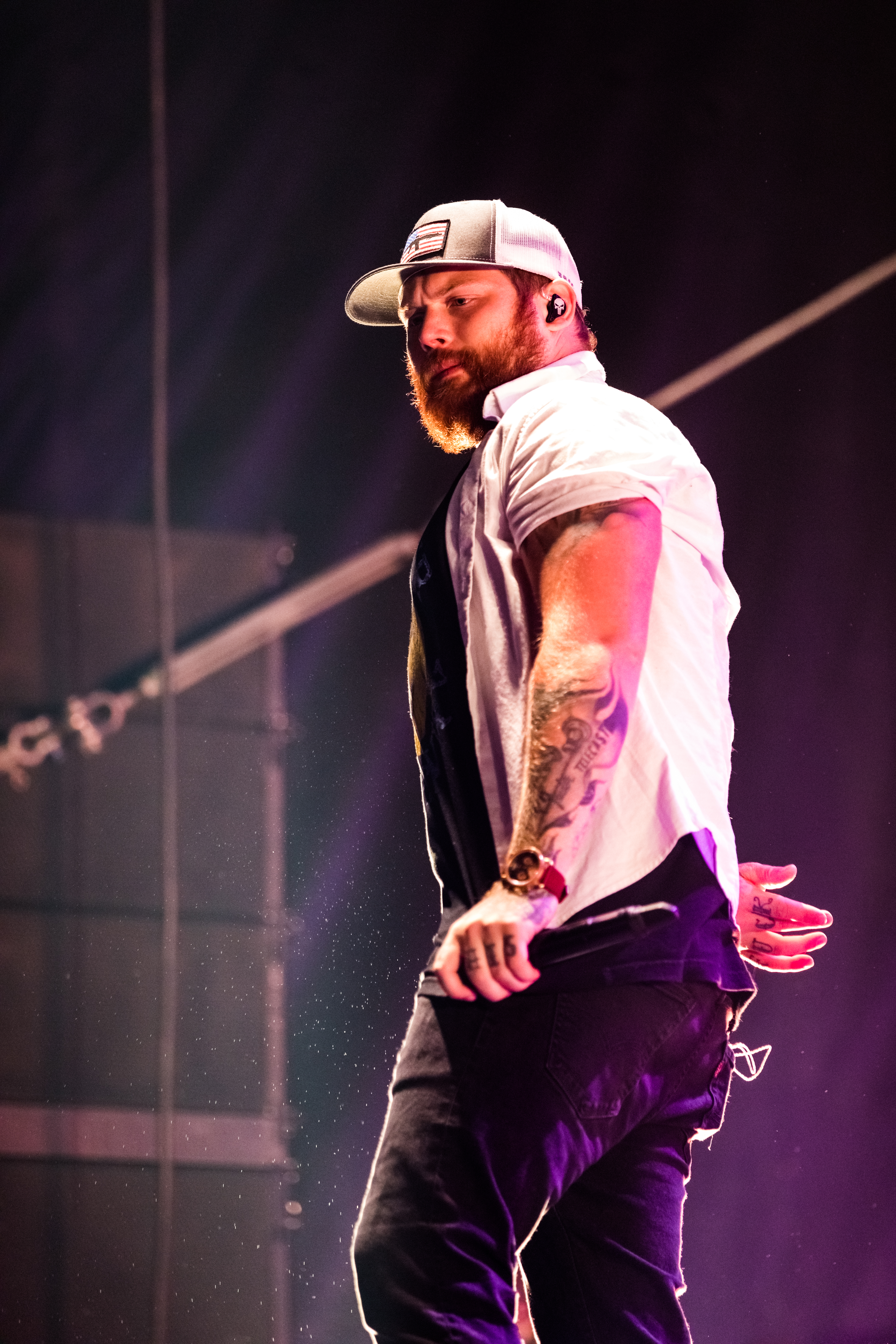
ダニー・ワースノップ(Vo) 2018年
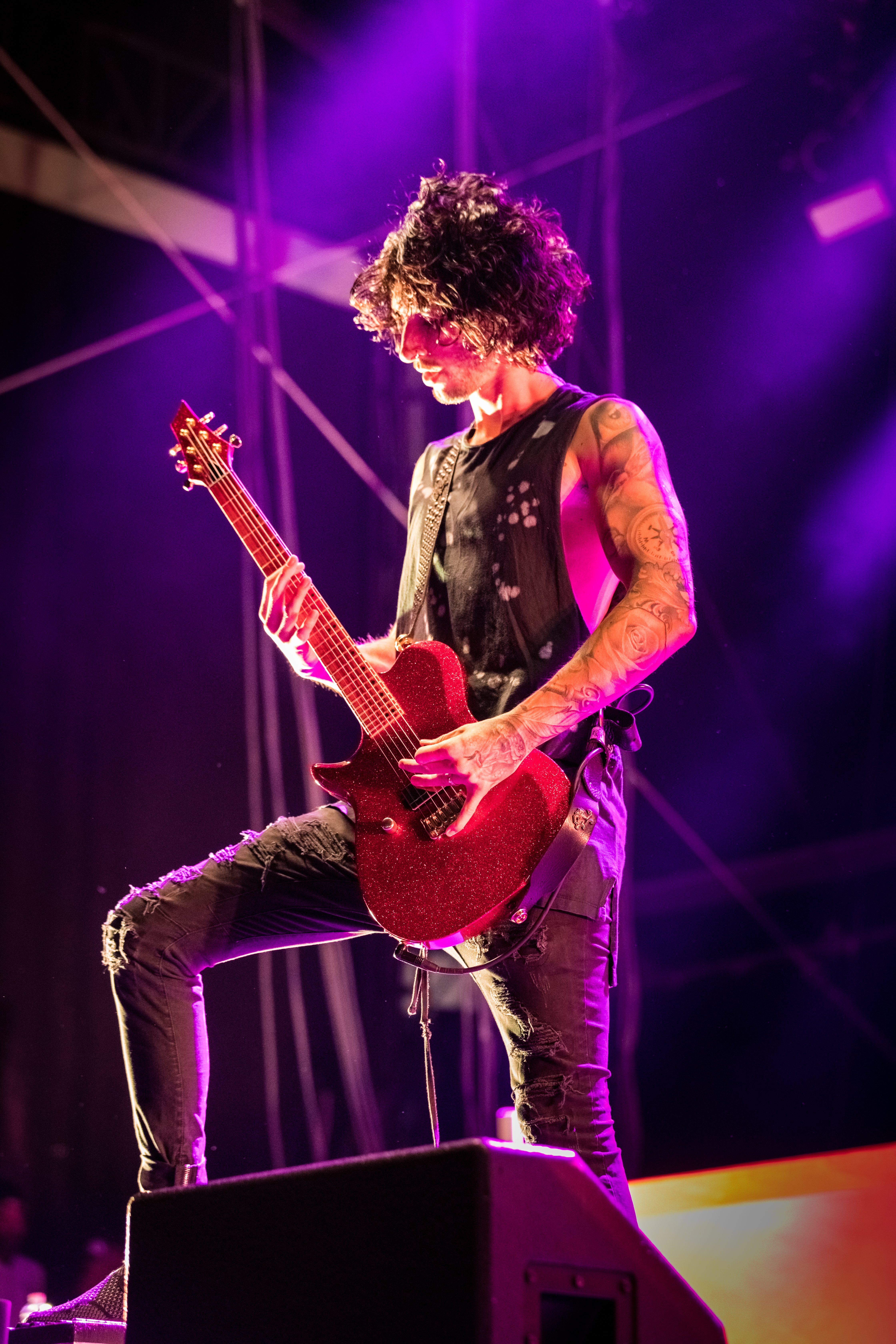
キャメロン・リドル(G) 2018年
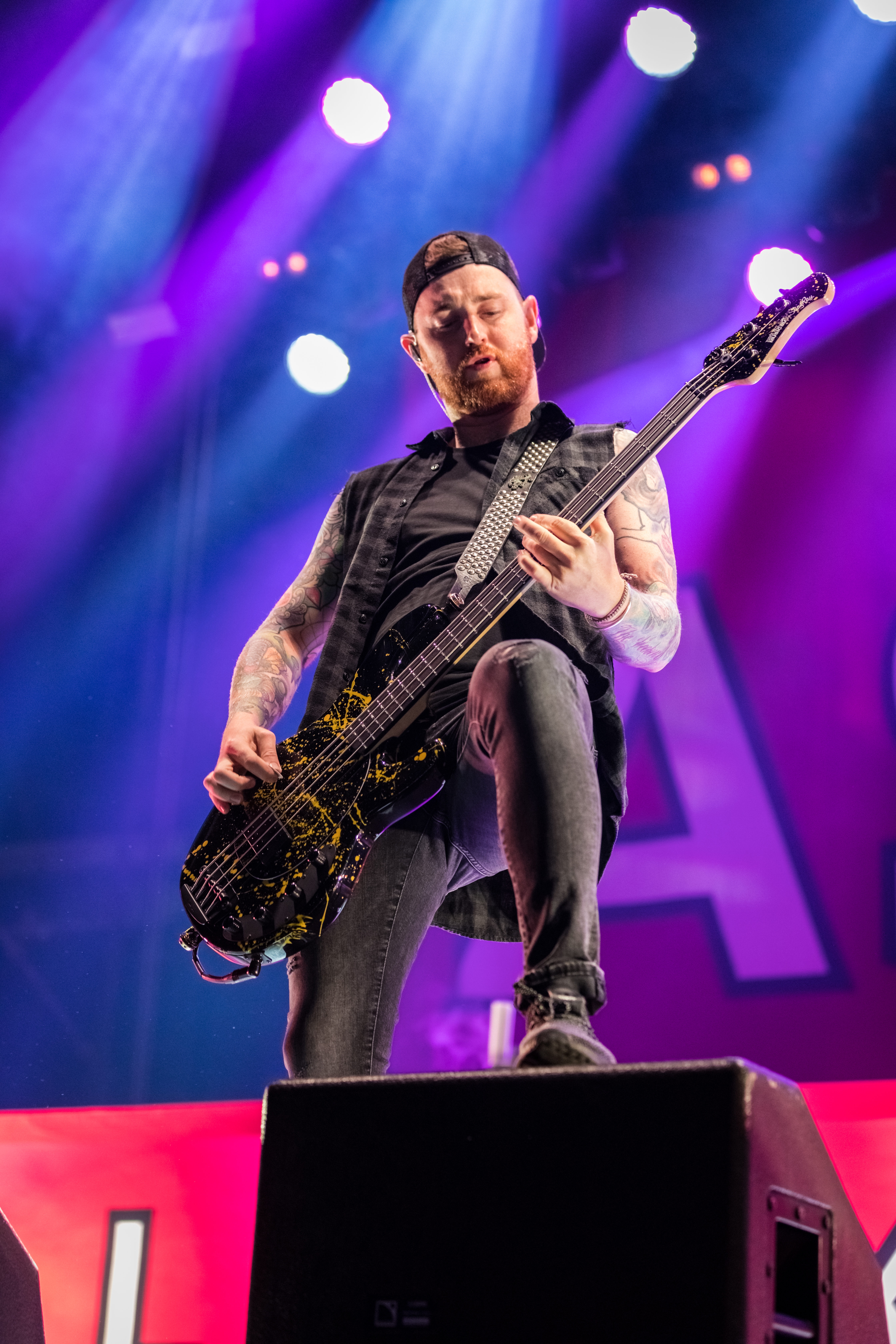
サム・ベットリー(B) 2018年
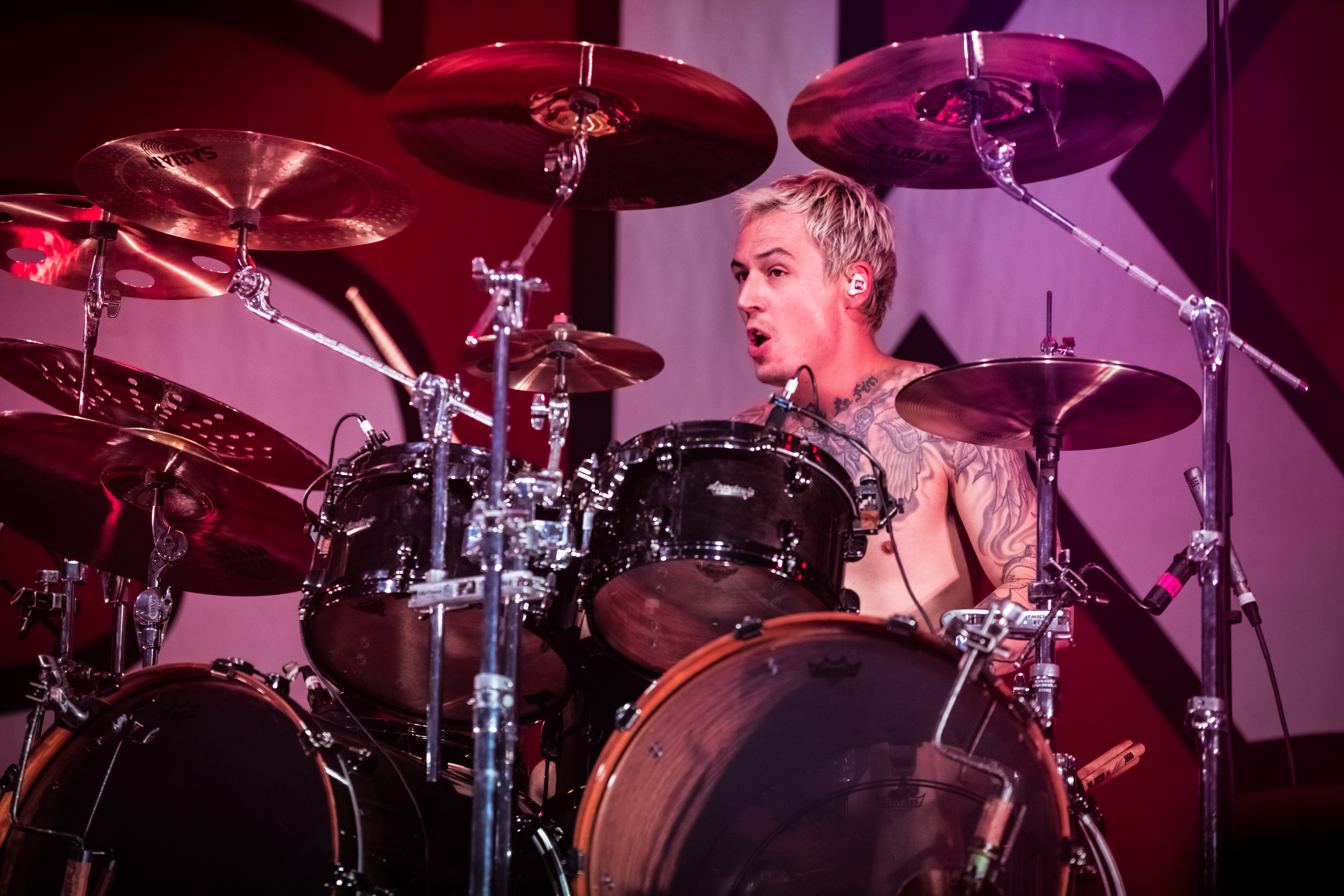
ジェームズ・キャセルズ(Dr) 2018年

### 旧メンバー
- ジョー・ランカスター (Joe Lancaster) - ベース (2008–2009)
- ライアン・ビンズ (Ryan Binns) - キーボード (2008–2009)
- デニス・ストフ (Denis Stoff) - ヴォーカル (2015-2016）別名デニス・シャフォロストーブ (Denis Shaforostov)
- ベン・ブルース (Ben Bruce) - ギター (2008–2024)

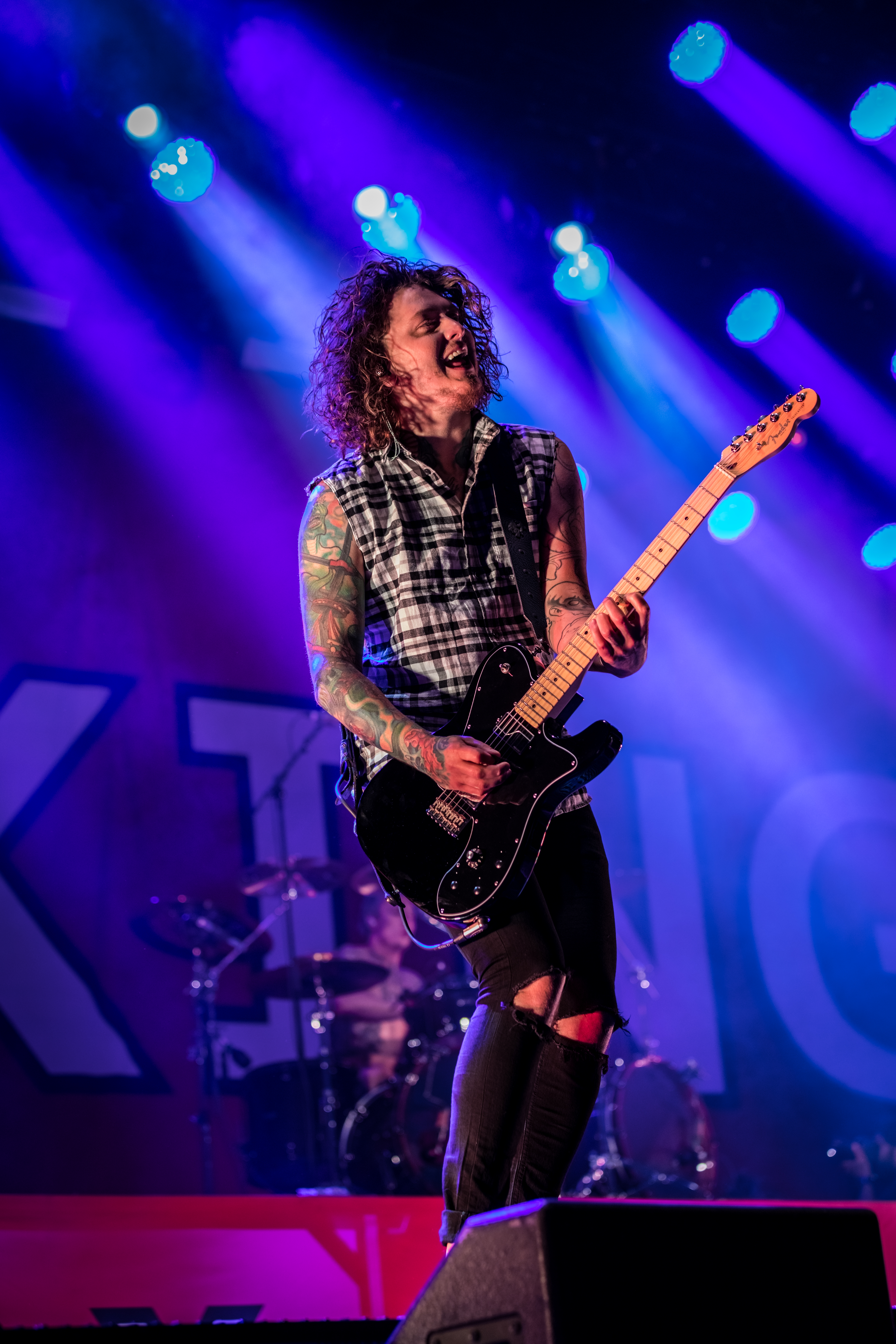
ベン・ブルース(G) 2018年

## ディスコグラフィー

### アルバム
- Stand Up and Scream (2009年9月15日)
- Reckless and Relentless (2011年4月5日)
- From Death to Destiny (2013年8月6日)
- The Black (2016年3月25日)
- Asking Alexandria (2017年12月15日)
- Like a House on Fire (2020年5月25日)
- See What's on the Inside (2021年10月1日)
- Where Do We Go From Here? (2023年8月25日)

### リミックスアルバム
- Stepped Up and Scratched (2011年11月21日)

### デジタルシングル
- Dead (2013年8月6日)
- Killing You (2013年12月17日)
- Moving On (2014年7月29日)
- Into the Fire (Acoustic Version) (2017年12月22日)
- Someone,Somewhere(Acoustic Version) (2018年5月28日)
- Alone in a Room(Acoustic Version) (2018年7月16日)
- Alone in a Room(Dex Luthor Remix) (2019年2月13日)
- The Violence (2019年7月10日)
- The Violence(Sikdope Remix) (2019年12月2日)
- They Don't Want What We Want (And They Don't Care) (2020年2月13日)
- Antisocialist(Unplugged) (2020年7月6日)

### EP
- Life Gone Wild (2010年12月21日)

### Live DVD
- Live From Brixton & Beyond (2014年12月15日、日本未発売)